# Llista de topònims de Fígols
Llista de topònims (noms propis de lloc) del municipi de Fígols, al Berguedà
Informació actualitzada per un bot. Els canvis manuals es perdran quan s'actualitzi!

## castell
| imatge | Nom                | Ubicat a | instància de | Detalls | coordenades                                                   | Protecció                                            | Commons (més fotos) | Dades a WD                    |
| ------ | ------------------ | -------- | ------------ | ------- | ------------------------------------------------------------- | ---------------------------------------------------- | ------------------- | ----------------------------- |
|        | Castell de Peguera | Fígols   | castell      |         | 42° 09′ 38″ N, 1° 46′ 19″ E / 42.1606944444°N,1.77197222222°E | bé d'interès cultural bé cultural d'interès nacional | Castell de Peguera  | Modifica les dades a Wikidata |
|        | castell de Fígols  | Fígols   | castell      |         | 42° 10′ 56″ N, 1° 50′ 13″ E / 42.1821361111°N,1.83688333333°E |                                                      |                     | Modifica les dades a Wikidata |

## curs d'aigua
| imatge | Nom                               | Ubicat a                | instància de | Detalls                                                                 | coordenades | Protecció | Commons (més fotos)               | Dades a WD                    |
| ------ | --------------------------------- | ----------------------- | ------------ | ----------------------------------------------------------------------- | --- | --------- | --------------------------------- | ----------------------------- |
|        | Aigua d'Ora                       | Solsonès Berguedà Bages | curs d'aigua | Desemboca: Cardener Llarg: 40.1km Conca: 187km²                         | 42° 11′ 12″ N, 1° 43′ 51″ E / 42.18677888888889°N,1.730793888888889°E 41° 55′ 39″ N, 1° 39′ 52″ E / 41.927391944444445°N,1.6645138888888888°E |           | Aigua d'Ora River                 | Modifica les dades a Wikidata |
|        | el Risclaire                      | Fígols Catllarí         | curs d'aigua | Desemboca: torrent de les Canals de Catllarí Llarg: 3.18km Conca: 246ha | 42° 08′ 52″ N, 1° 45′ 34″ E / 42.147639°N,1.759341°E 42° 08′ 52″ N, 1° 44′ 19″ E / 42.147912°N,1.738489°E                                     |           |                                   | Modifica les dades a Wikidata |
|        | torrent de Ferrús                 | Fígols                  | curs d'aigua | Desemboca: Aigua d'Ora Llarg: 2.1km Conca: 173ha                        | 42° 10′ 54″ N, 1° 45′ 17″ E / 42.181574°N,1.754693°E 42° 10′ 19″ N, 1° 44′ 12″ E / 42.171863°N,1.736748°E                                     |           |                                   | Modifica les dades a Wikidata |
|        | torrent de les Canals de Catllarí | Fígols Catllarí         | curs d'aigua | Desemboca: Aigua d'Ora Llarg: 4.71km Conca: 726ha                       | 42° 08′ 35″ N, 1° 46′ 27″ E / 42.14302°N,1.774291°E 42° 08′ 49″ N, 1° 43′ 38″ E / 42.146972°N,1.72733°E                                       |           | Torrent de les Canals de Catllarí | Modifica les dades a Wikidata |
|        | torrent del Pla de la Closa       | Fígols                  | curs d'aigua | Desemboca: Aigua de Valls Llarg: 3.13km Conca: 149ha                    | 42° 10′ 08″ N, 1° 45′ 18″ E / 42.16884805555556°N,1.7550480555555557°E 42° 09′ 56″ N, 1° 44′ 14″ E / 42.16561111111111°N,1.737338888888889°E  |           |                                   | Modifica les dades a Wikidata |

## església
| imatge | Nom                     | Ubicat a | instància de                 | Detalls                                           | coordenades                                                                        | Protecció                                  | Commons (més fotos)             | Dades a WD                    |
| ------ | ----------------------- | -------- | ---------------------------- | ------------------------------------------------- | ---------------------------------------------------------------------------------- | ------------------------------------------ | ------------------------------- | ----------------------------- |
|        | Sant Mateu de Fumanya   | Fígols   | església                     | Estil: arquitectura romànica                      | 42° 10′ 38″ N, 1° 48′ 14″ E / 42.177108°N,1.803879°E                               | bé integrant del patrimoni cultural català | Sant Mateu de Fumanya           | Modifica les dades a Wikidata |
|        | Sant Miquel de Fígols   | Fígols   | església edifici històric    | Estil: arquitectura popular                       | 42° 09′ 33″ N, 1° 46′ 19″ E / 42.159223°N,1.772053°E ca:Peguera, Fígols (Berguedà) | bé integrant del patrimoni cultural català | Sant Miquel de Fígols           | Modifica les dades a Wikidata |
|        | Santa Cecília de Fígols | Fígols   | església església parroquial | Estil: arquitectura romànica arquitectura popular | 42° 10′ 51″ N, 1° 50′ 10″ E / 42.180926°N,1.835995°E                               | bé integrant del patrimoni cultural català | Church of Santa Cecília, Fígols | Modifica les dades a Wikidata |

## font
| imatge | Nom              | Ubicat a | instància de | Detalls | coordenades                                                         | Protecció | Commons (més fotos) | Dades a WD                    |
| ------ | ---------------- | -------- | ------------ | ------- | ------------------------------------------------------------------- | --------- | ------------------- | ----------------------------- |
|        | font de l'Aimada | Fígols   | font         |         | 42° 10′ 02″ N, 1° 46′ 07″ E / 42.1671074071631°N,1.76863815014807°E |           |                     | Modifica les dades a Wikidata |
|        | font del Terrer  | Fígols   | font         |         | 42° 10′ 01″ N, 1° 45′ 30″ E / 42.167069067535°N,1.75839708204748°E  |           |                     | Modifica les dades a Wikidata |

## masia
| imatge | Nom                        | Ubicat a | instància de | Detalls       | coordenades                                                                             | Protecció | Commons (més fotos) | Dades a WD                    |
| ------ | -------------------------- | -------- | ------------ | ------------- | --------------------------------------------------------------------------------------- | --------- | ------------------- | ----------------------------- |
|        | Ca l'Abat                  | Fígols   | masia        |               | 42° 10′ 37″ N, 1° 50′ 12″ E / 42.1768789380679°N,1.83678640837181°E                     |           |                     | Modifica les dades a Wikidata |
|        | Ca n'Agutzil               | Fígols   | masia        |               | 42° 09′ 47″ N, 1° 45′ 49″ E / 42.16313°N,1.76357°E                                      |           |                     | Modifica les dades a Wikidata |
|        | Cal Barbut                 | Fígols   | masia        |               | 42° 10′ 49″ N, 1° 48′ 52″ E / 42.1803956267044°N,1.8143329035012°E                      |           |                     | Modifica les dades a Wikidata |
|        | Cal Bonic                  | Fígols   | masia        |               | 42° 10′ 37″ N, 1° 50′ 06″ E / 42.1769146599479°N,1.83498165104331°E                     |           |                     | Modifica les dades a Wikidata |
|        | Cal Calderer               | Fígols   | masia        |               | 42° 11′ 03″ N, 1° 50′ 33″ E / 42.1840794165667°N,1.84257592705202°E                     |           |                     | Modifica les dades a Wikidata |
|        | Cal Clenxa                 | Fígols   | masia        |               | 42° 10′ 33″ N, 1° 50′ 09″ E / 42.1759497914753°N,1.83575005157828°E                     |           |                     | Modifica les dades a Wikidata |
|        | Cal Cónomo                 | Fígols   | masia        |               | 42° 10′ 36″ N, 1° 50′ 01″ E / 42.1766126138818°N,1.83361899017855°E                     |           |                     | Modifica les dades a Wikidata |
|        | Cal David                  | Fígols   | masia        |               | 42° 11′ 05″ N, 1° 50′ 06″ E / 42.1847955799772°N,1.83503070597542°E                     |           |                     | Modifica les dades a Wikidata |
|        | Cal Det                    | Fígols   | masia        |               | 42° 10′ 34″ N, 1° 50′ 13″ E / 42.1761504304005°N,1.83688451600324°E                     |           |                     | Modifica les dades a Wikidata |
|        | Cal Gat                    | Fígols   | masia        |               | 42° 10′ 44″ N, 1° 48′ 13″ E / 42.1790138738712°N,1.80355797374044°E                     |           |                     | Modifica les dades a Wikidata |
|        | Cal Gordo                  | Fígols   | masia        |               | 42° 09′ 39″ N, 1° 46′ 45″ E / 42.1609602541639°N,1.77913134593205°E                     |           |                     | Modifica les dades a Wikidata |
|        | Cal Gorra de Dalt          | Fígols   | masia        |               | 42° 11′ 01″ N, 1° 50′ 06″ E / 42.1835804626406°N,1.83510145368571°E                     |           |                     | Modifica les dades a Wikidata |
|        | Cal Miquel                 | Fígols   | masia        |               | 42° 09′ 36″ N, 1° 46′ 38″ E / 42.1600110191243°N,1.77710388109787°E                     |           |                     | Modifica les dades a Wikidata |
|        | Cal Petit                  | Fígols   | masia        |               | 42° 10′ 54″ N, 1° 49′ 44″ E / 42.1817250782147°N,1.82889938702137°E                     |           |                     | Modifica les dades a Wikidata |
|        | Cal Sant                   | Fígols   | masia        |               | 42° 10′ 36″ N, 1° 49′ 56″ E / 42.1765356646618°N,1.83225220063826°E                     |           |                     | Modifica les dades a Wikidata |
|        | Cal Sec                    | Fígols   | masia        | Estat: ruïnós | 42° 09′ 38″ N, 1° 46′ 31″ E / 42.160682°N,1.775291°E 1604 msnm                          |           |                     | Modifica les dades a Wikidata |
|        | Cal Xacó                   | Fígols   | masia        |               | 42° 10′ 40″ N, 1° 48′ 47″ E / 42.1779053799246°N,1.81302330582914°E                     |           |                     | Modifica les dades a Wikidata |
|        | Can Coix                   | Fígols   | masia        |               | 42° 09′ 37″ N, 1° 46′ 30″ E / 42.1603035743016°N,1.77497989385858°E                     |           |                     | Modifica les dades a Wikidata |
|        | Can Güell                  | Fígols   | masia        |               | 42° 09′ 51″ N, 1° 46′ 24″ E / 42.1641236483039°N,1.77342930876039°E                     |           |                     | Modifica les dades a Wikidata |
|        | Can Moreta                 | Fígols   | masia        |               | 42° 09′ 15″ N, 1° 47′ 47″ E / 42.1542429527483°N,1.79630251883758°E                     |           |                     | Modifica les dades a Wikidata |
|        | Can Pitarra                | Fígols   | masia        |               | 42° 09′ 40″ N, 1° 44′ 49″ E / 42.161109148824°N,1.74700175090766°E                      |           |                     | Modifica les dades a Wikidata |
|        | Capblanc                   | Fígols   | masia        |               | 42° 10′ 55″ N, 1° 50′ 00″ E / 42.1818146380841°N,1.8332690846773°E                      |           |                     | Modifica les dades a Wikidata |
|        | Casa de la Creu de Fumanya | Fígols   | masia        |               | 42° 10′ 16″ N, 1° 47′ 04″ E / 42.171188142864°N,1.784536233191°E                        |           |                     | Modifica les dades a Wikidata |
|        | Puelles                    | Fígols   | masia        |               | 42° 10′ 34″ N, 1° 47′ 32″ E / 42.1761754192765°N,1.7922421541084°E                      |           |                     | Modifica les dades a Wikidata |
|        | Xalet de Peguera           | Fígols   | masia        |               | 42° 09′ 32″ N, 1° 46′ 49″ E / 42.1588998065392°N,1.78016353679637°E                     |           |                     | Modifica les dades a Wikidata |
|        | el Burguet                 | Fígols   | masia        |               | 42° 10′ 39″ N, 1° 47′ 47″ E / 42.177587095419°N,1.79630785416657°E                      |           |                     | Modifica les dades a Wikidata |
|        | el Ferrús                  | Fígols   | masia        |               | 42° 10′ 33″ N, 1° 44′ 37″ E / 42.175734°N,1.743604°E serra d'Ensija 1637 msnm           |           | El Ferrús           | Modifica les dades a Wikidata |
|        | el Tossalet                | Fígols   | masia        |               | 42° 10′ 50″ N, 1° 50′ 13″ E / 42.1805654720149°N,1.83708209671058°E                     |           |                     | Modifica les dades a Wikidata |
|        | l'Oró                      | Fígols   | masia        |               | 42° 10′ 54″ N, 1° 50′ 19″ E / 42.1817618681888°N,1.83871910332958°E                     |           |                     | Modifica les dades a Wikidata |
|        | la Casanova                | Fígols   | masia        |               | 42° 10′ 44″ N, 1° 49′ 16″ E / 42.1788635773469°N,1.82122701096361°E                     |           |                     | Modifica les dades a Wikidata |
|        | la Matella                 | Fígols   | masia        |               | 42° 10′ 54″ N, 1° 49′ 22″ E / 42.181670009426°N,1.82264006358162°E                      |           |                     | Modifica les dades a Wikidata |
|        | la Palanca                 | Fígols   | masia        |               | 42° 10′ 42″ N, 1° 47′ 42″ E / 42.1784026627306°N,1.79506944297356°E                     |           |                     | Modifica les dades a Wikidata |
|        | la Plana                   | Fígols   | masia        |               | 42° 10′ 26″ N, 1° 44′ 17″ E / 42.174007°N,1.73804°E ca:Coma de la Font del Pi 1506 msnm |           | La Plana (Fígols)   | Modifica les dades a Wikidata |
|        | la Portelleta              | Fígols   | masia        |               | 42° 10′ 51″ N, 1° 50′ 16″ E / 42.1809594152158°N,1.83774086358789°E                     |           |                     | Modifica les dades a Wikidata |
|        | les Pletes Velles          | Fígols   | masia        |               | 42° 10′ 47″ N, 1° 50′ 21″ E / 42.1796600770585°N,1.83927823602901°E                     |           |                     | Modifica les dades a Wikidata |

## molí d'aigua
| imatge | Nom                | Ubicat a | instància de | Detalls                     | coordenades                                                         | Protecció                                  | Commons (més fotos) | Dades a WD                    |
| ------ | ------------------ | -------- | ------------ | --------------------------- | ------------------------------------------------------------------- | ------------------------------------------ | ------------------- | ----------------------------- |
|        | Molí de la Peguera | Fígols   | molí d'aigua | Estil: arquitectura popular |                                                                     | bé integrant del patrimoni cultural català |                     | Modifica les dades a Wikidata |
|        | el Molí            | Fígols   | molí d'aigua |                             | 42° 09′ 34″ N, 1° 46′ 36″ E / 42.1593931738891°N,1.77659527696063°E |                                            |                     | Modifica les dades a Wikidata |

## muntanya
| imatge | Nom                      | Ubicat a                | instància de | Detalls | coordenades                                                                         | Protecció | Commons (més fotos)      | Dades a WD                    |
| ------ | ------------------------ | ----------------------- | ------------ | ------- | ----------------------------------------------------------------------------------- | --------- | ------------------------ | ----------------------------- |
|        | Cap de la Gallina Pelada | Saldes Fígols Gósol     | muntanya     |         | 42° 11′ 22″ N, 1° 44′ 17″ E / 42.1894343677°N,1.73803778545°E 2321 msnm             |           | Cap de la Gallina Pelada | Modifica les dades a Wikidata |
|        | Roca Gran de Ferrús      | Fígols                  | muntanya     |         | 42° 11′ 02″ N, 1° 44′ 18″ E / 42.1838°N,1.73847°E serra d'Ensija 2129 msnm          |           | Roca Gran de Ferrús      | Modifica les dades a Wikidata |
|        | Serrat Voltor            | Fígols Saldes Vallcebre | muntanya     |         | 42° 11′ 17″ N, 1° 46′ 37″ E / 42.188121°N,1.777023°E 2282 msnm                      |           | Serrat Voltor            | Modifica les dades a Wikidata |
|        | el Morral                | Fígols                  | muntanya     |         | 42° 10′ 11″ N, 1° 50′ 12″ E / 42.1698°N,1.83669°E 1227 msnm                         |           |                          | Modifica les dades a Wikidata |
|        | el Pedró                 | Cercs Fígols            | muntanya     |         | 42° 08′ 50″ N, 1° 46′ 44″ E / 42.14727778°N,1.77880556°E Rasos de Peguera 2080 msnm |           | El Pedró (Cercs)         | Modifica les dades a Wikidata |
|        | el Tossal (Fígols)       | Fígols                  | muntanya     |         | 42° 09′ 24″ N, 1° 45′ 40″ E / 42.15655556°N,1.76105556°E 1752 msnm                  |           |                          | Modifica les dades a Wikidata |

## nucli de població
| imatge | Nom     | Ubicat a | instància de      | Detalls | coordenades                                                                   | Protecció | Commons (més fotos) | Dades a WD                    |
| ------ | ------- | -------- | ----------------- | ------- | ----------------------------------------------------------------------------- | --------- | ------------------- | ----------------------------- |
|        | Fumanya | Fígols   | nucli de població |         | 42° 10′ 37″ N, 1° 48′ 13″ E / 42.1769696180265°N,1.80357229710857°E 1512 msnm |           | Fumanya             | Modifica les dades a Wikidata |
|        | Peguera | Fígols   | nucli de població |         | 42° 09′ 37″ N, 1° 46′ 17″ E / 42.16024118905°N,1.7714305673619°E 1630 msnm    |           | Peguera (Fígols)    | Modifica les dades a Wikidata |

## serra
| imatge | Nom                    | Ubicat a         | instància de | Detalls | coordenades                                                          | Protecció | Commons (més fotos) | Dades a WD                    |
| ------ | ---------------------- | ---------------- | ------------ | ------- | -------------------------------------------------------------------- | --------- | ------------------- | ----------------------------- |
|        | serra de Camp-de-vidre | Fígols Montmajor | serra        |         | 42° 09′ 36″ N, 1° 44′ 33″ E / 42.16°N,1.7425°E 1748.6 msnm           |           |                     | Modifica les dades a Wikidata |
|        | serrat Gran            | Fígols           | serra        |         | 42° 10′ 44″ N, 1° 46′ 31″ E / 42.17877778°N,1.77513889°E 2296.7 msnm |           |                     | Modifica les dades a Wikidata |

## serralada
| imatge | Nom              | Ubicat a                                       | instància de | Detalls | coordenades                                                    | Protecció | Commons (més fotos) | Dades a WD                    |
| ------ | ---------------- | ---------------------------------------------- | ------------ | ------- | -------------------------------------------------------------- | --------- | ------------------- | ----------------------------- |
|        | Rasos de Peguera | Berga Cercs Fígols Montmajor Castellar del Riu | serralada    |         | 42° 08′ 32″ N, 1° 45′ 45″ E / 42.14222222°N,1.7625°E 2081 msnm |           | Rasos de Peguera    | Modifica les dades a Wikidata |
|        | serra d'Ensija   | Vallcebre Saldes Fígols                        | serralada    |         | 42° 11′ 03″ N, 1° 45′ 17″ E / 42.184133°N,1.754818°E 2320 msnm |           | Serra d'Ensija      | Modifica les dades a Wikidata |

## Misc
| imatge | Nom                                   | Ubicat a                                                      | instància de                                                          | Detalls                       | coordenades                                                         | Protecció | Commons (més fotos)                 | Dades a WD                    |
| ------ | ------------------------------------- | ------------------------------------------------------------- | --------------------------------------------------------------------- | ----------------------------- | ------------------------------------------------------------------- | --------- | ----------------------------------- | ----------------------------- |
|        | Accident miner del 1975 a Fígols      | Fígols                                                        | accident miner                                                        |                               | 42° 11′ 00″ N, 1° 51′ 10″ E / 42.183333333333°N,1.8527777777778°E   |           |                                     | Modifica les dades a Wikidata |
|        | Fígols                                | Fígols                                                        | entitat singular de població capital municipal                        | 42 hab                        | 42° 10′ 54″ N, 1° 50′ 12″ E / 42.1816231°N,1.83665289°E             |           |                                     | Modifica les dades a Wikidata |
|        | Jaciment paleontològic de Fumanya Sud | Fígols                                                        | despoblat                                                             |                               | 42° 10′ 50″ N, 1° 47′ 39″ E / 42.1806533500348°N,1.79413065808302°E |           |                                     | Modifica les dades a Wikidata |
|        | Serra d'Ensija-els Rasos de Peguera   | Castellar del Riu Cercs Fígols Vallcebre Saldes Gósol Guixers | àrea protegida espai d'interès natural Pla d'Espais d'Interès Natural | 1992 Superfície: 4341.55981ha | 42° 11′ N, 1° 44′ E / 42.19°N,1.74°E                                |           | Serra d'Ensija-els Rasos de Peguera | Modifica les dades a Wikidata |
|        | casa consistorial de Fígols           | Fígols                                                        | casa consistorial                                                     |                               | 42° 10′ 51″ N, 1° 50′ 09″ E / 42.1809152°N,1.8359496°E              |           |                                     | Modifica les dades a Wikidata |
|        | els Pisos                             | Fígols                                                        | borda                                                                 |                               | 42° 09′ 29″ N, 1° 47′ 14″ E / 42.158046906937°N,1.78721260440754°E  |           |                                     | Modifica les dades a Wikidata |